# Хеффернан, Мэриан
Мэ́риан Хе́ффернан (англ. Marian Heffernan; 16 апреля 1982, Корк, Ирландия, Великобритания) — ирландская легкоатлетка.

## Карьера
Соревновалась в женской эстафете 4×400 метров во время летних Олимпийских игр 2012. Хеффернан — пятая в ирландской книге рекордов женских забегов.

## Личная жизнь
Мэриан замужем за чемпионом мира по спортивной ходьбе Робертом Хеффернаном (род.1978). У супругов есть двое детей — сын Кэтал Хеффернан (род.2005) и дочь Риган Морин Хеффернан (род.26.01.2014).